# Foundation for the advancement of mesoamerican studies
La Foundation for the advancement of mesoamerican studies, Inc. (plus souvent désignée par l'acronyme FAMSI) est une fondation américaine créée en 1993 pour promouvoir la recherche sur les civilisations précolombiennes de Mésoamérique.